# Fábio Espinho
Fábio Ricardo Gomes Fonseca, meglio noto come Fábio Espinho (Espinho, 18 agosto 1985), è un allenatore di calcio ed ex calciatore portoghese, di ruolo centrocampista, vice allenatore dell'Académico de Viseu.

## Palmarès

### Club

#### Competizioni nazionali
- Campionato bulgaro: 2

Ludogorec: 2013-2014, 2014-2015
- Coppa di Bulgaria: 1

Ludogorec: 2013-2014
- Supercoppa di Bulgaria: 1

Ludogorec: 2014